# Matenge
Matenge – wieś w Botswanie w dystrykcie North East. Według spisu ludności z 2011 roku wieś liczyła 422 mieszkańców.